# Hadjisamli (Latchine)
Hadjisamli est un village de la région de Latchine en Azerbaïdjan.

## Histoire
En 1992-2020, Hadjisamli était sous le contrôle des forces armées arméniennes. Le 1er décembre 2020, le village repasse sous la souveraineté de l'Azerbaïdjan, comme l'ensemble du raion de Latchine, conformément à l'accord de cessez-le-feu du Haut-Karabakh.

## Population
Selon les statistiques de 2009, la population du village était de 341 personnes.

## Économie
La principale occupation de la population était l'élevage.

## Culture
Il y avait une école, une bibliothèque, 2 épiceries, un poste médical, une pharmacie, un club et une boulangerie dans le village d'Hadjisamli.